# Tukan żółtogardły
Tukan żółtogardły (Ramphastos vitellinus) – gatunek średniej wielkości ptaka z rodziny tukanowatych (Ramphastidae), występujący na Trynidadzie oraz w tropikalnych lasach Ameryki Południowej aż do południowej Brazylii i środkowej Boliwii.

## Systematyka
Systematyka gatunku jest kwestią sporną. Autorzy Kompletnej listy ptaków świata czy Handbook of the Birds of the World wyróżniają cztery podgatunki R. vitellinus:
- R. vitellinus citreolaemus Gould, 1844 – tukan kolumbijski
- R. vitellinus culminatus Gould, 1833 – tukan białogardły
- R. vitellinus vitellinus Lichtenstein, MHC, 1823 – tukan żółtogardły (podgatunek nominatywny)
- R. vitellinus ariel Vigors, 1826 – tukan ognistooki

Międzynarodowy Komitet Ornitologiczny (IOC) wyróżnia trzy podgatunki, a za osobny gatunek uznaje tukana kolumbijskiego (R. citreolaemus); z kolei Międzynarodowa Unia Ochrony Przyrody (IUCN) każdy z czterech wymienionych wyżej taksonów uznaje za osobny gatunek.
Podgatunki te krzyżują się ze sobą na obszarach współwystępowania i to na dużą skalę, w związku z czym ustalenie dokładnych granic występowania podgatunków jest praktycznie niemożliwe. Kilka opisanych w literaturze podgatunków (berliozi, osculans, theresae i pintoi) okazało się hybrydami. Odnotowano też krzyżowanie się z tukanem zielonodziobym (R. dicolorus).

## Morfologia
Tukan żółtogardły zwykle ma około 48 cm długości i dziób o długości 9–14 cm. Waży od 300 do 430 gramów.
Podobnie jak inne tukany ptak ten jest jaskrawo ubarwiony i posiada wielki dziób. Górne partie upierzenia, brzuch, ogon i większa część dzioba są czarne. Ptaki poszczególnych podgatunków różnią się kolorowymi szczegółami upierzenia, kolorem tęczówki oka i ubarwieniem dzioba.
U podgatunku nominatywnego pokrywy nadogonowe i podogonowe są czerwone. Obrączka oczna i nasada dzioba są niebieskie, gardło białe, środkowa część piersi żółtopomarańczowa, przechodząca po bokach do bieli, pod piersią szeroki poprzeczny czerwony pas. Tęczówka oka jest ciemnobrązowa.
Podgatunek citreolaemus przypomina culminatus, ale ma wyraźnie żółte ubarwienie gardła, żółtopomarańczowe zabarwienie u samej nasady dzioba, bladoniebieskie tęczówki oczu.
Podgatunek culminatus przypomina podgatunek nominatywny, ale ma żółtą nasadę dzioba, żółte pokrywy nadogonowe, żółtą górną krawędź górnej części dzioba, białe gardło i pierś, a czerwony pasek oddzielający pierś od brzucha jest wąski.
Podgatunek ariel jest podobny do podgatunku nominatywnego, ale nasada jego dzioba jest żółta, skóra wokół bladoniebieskich oczu czerwona, a całe gardło i pierś są pomarańczowe.

## Zasięg występowania
Tukan żółtogardły zamieszkuje w zależności od podgatunku:
- R. vitellinus citreolaemus – północna Kolumbia i północno-zachodnia Wenezuela
- R. vitellinus culminatus – górna Amazonia od zachodniej Wenezueli do północnej Boliwii
- R. vitellinus vitellinus – Wenezuela, region Gujana, północna Brazylia na północ od Amazonki oraz Trynidad
- R. vitellinus ariel – środkowa i wschodnia Brazylia na południe od Amazonki

## Siedlisko
Występuje w lasach i lasach tropikalnych. Preferuje regiony wilgotne, ale lokalnie występuje również w regionach bardziej suchych (zwłaszcza wzdłuż rzek). Preferuje niziny, ale lokalnie można go zauważyć w górach do wysokości 1700 m n.p.m.

## Zachowanie i rozród
Gatunek ten bytuje na drzewach i zjada ich owoce, zadowala się również owadami, małymi gadami i żabami. Oboje rodzice aktywnie zajmują się wychowywaniem młodych. Tukan żółtogardły składa 2–4 białe jaja w dziuplach wysoko na drzewach. Ciąża trwa 18 dni, a oboje rodzice wysiadują jaja przez 15–16 dni. Tukany są niecierpliwymi opiekunami, często pozostawiając jaja odkryte na wiele godzin. Nowo narodzone tukany pozostają w gnieździe po wykluciu. Od urodzenia są ślepe i nagie, a ich oczy otwierają się po około 3 tygodniach. Mają krótkie dzioby.

## Status
IUCN cztery podgatunki tukana żółtogardłego uznaje za osobne gatunki i klasyfikuje je następująco:
- R. citreolaemus – gatunek bliski zagrożenia (NT – Near Threatened); liczebność populacji nie została oszacowana, opisywany jako dość pospolity; trend liczebności spadkowy[6].
- R. culminatus – gatunek najmniejszej troski (LC – Least Concern); liczebność populacji nie została oszacowana, opisywany jako dość pospolity; trend liczebności spadkowy[7].
- R. vitellinus – gatunek najmniejszej troski (LC – Least Concern); liczebność populacji nie została oszacowana, opisywany jako dość pospolity; trend liczebności spadkowy[2].
- R. ariel – gatunek bliski zagrożenia (NT – Near Threatened); liczebność populacji nie została oszacowana, opisywany jako dość pospolity; trend liczebności silnie spadkowy[8].

## Galeria

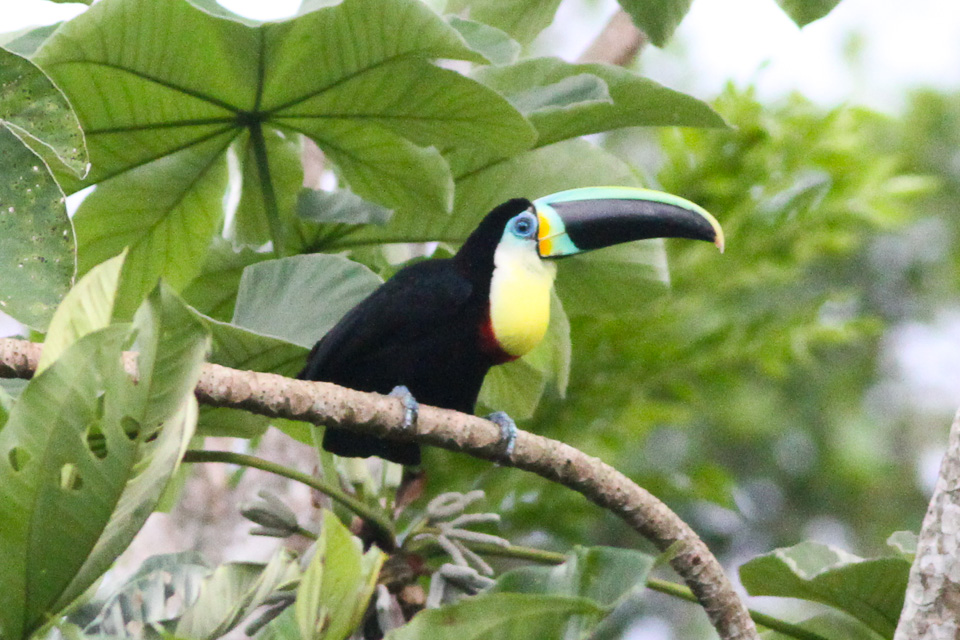
R. vitellinus citreolaemus
R. vitellinus culminatus
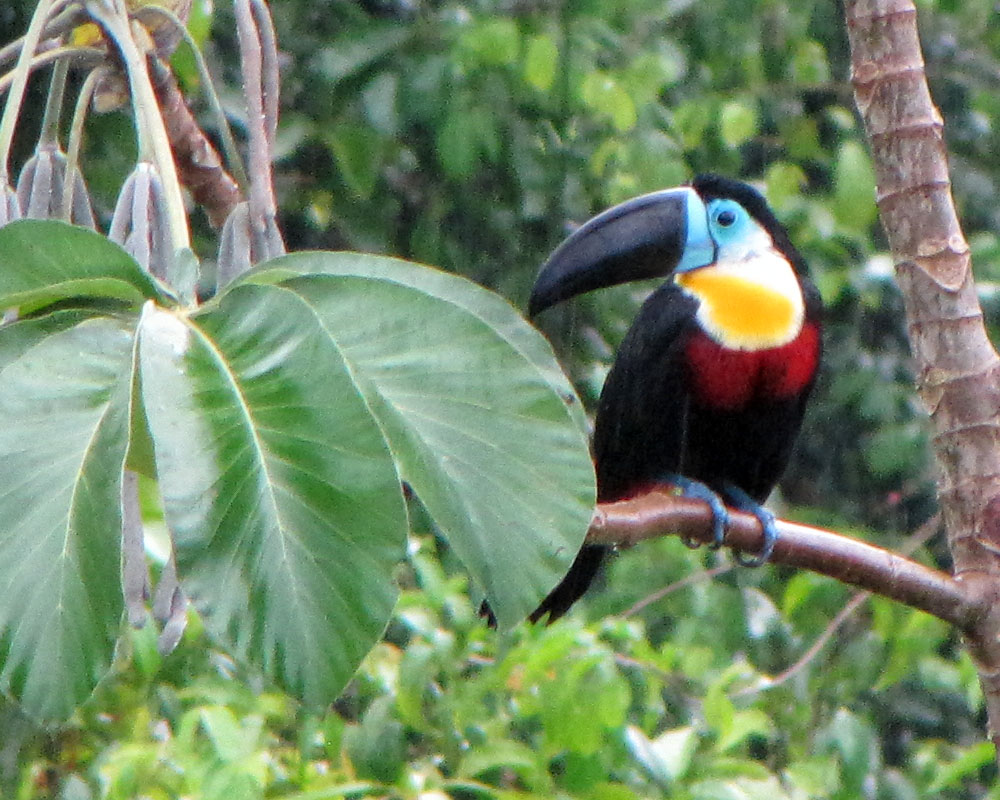
R. vitellinus vitellinus
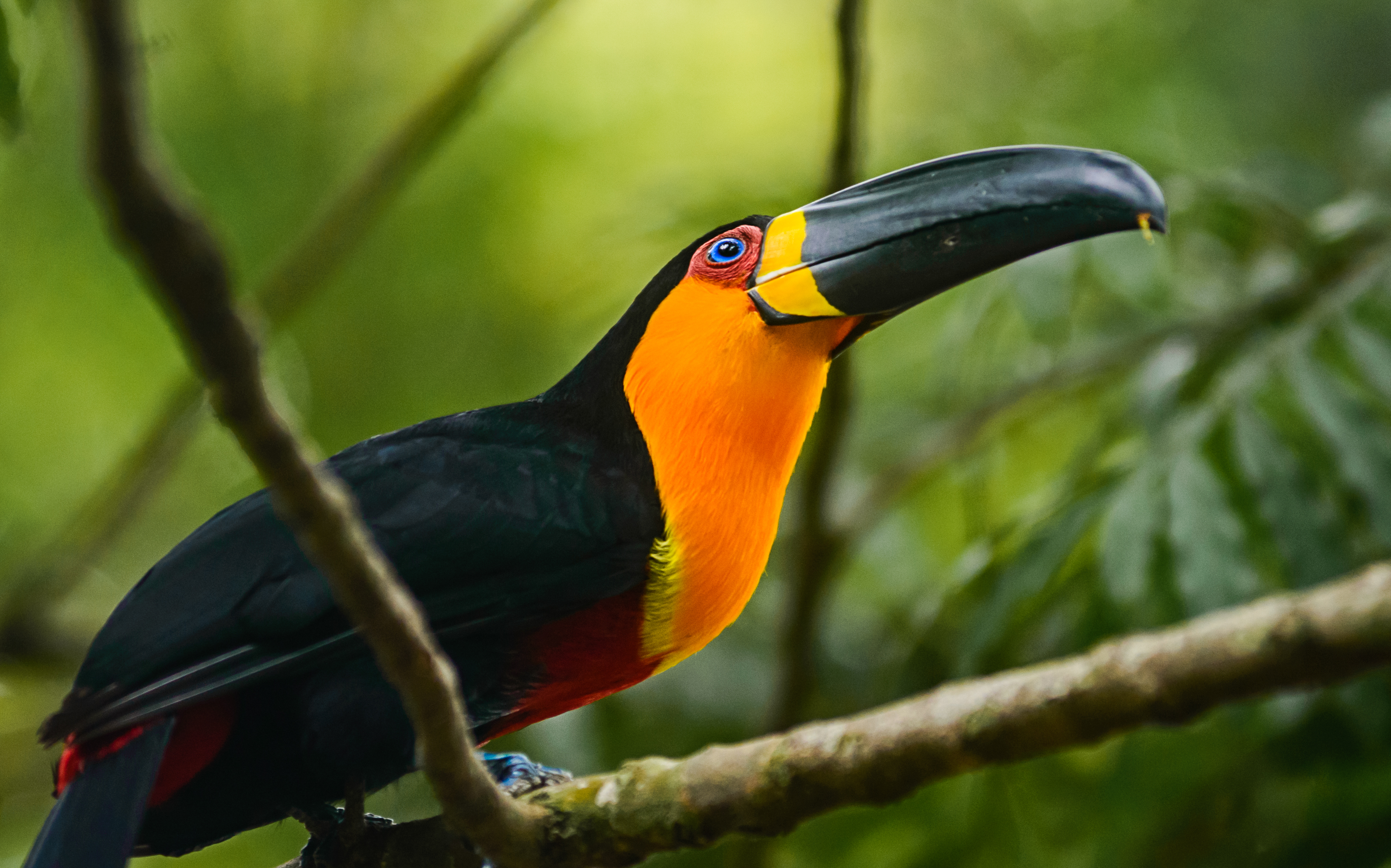
R. vitellinus ariel